# Водное поло на летних Олимпийских играх 1904
Соревнования по водному поло на III летних Олимпийских играх были демонстрационными, хотя на прошлых Играх прошёл официальный турнир. Участвовали три команды из США.

## Медали
Эти награды не причисляются ни одной сборной, так как турнир был неофициальным.

### Общий медальный зачёт
(Жирным выделено самое большое количество медалей в своей категории; принимающая страна также выделена)
| Общее количество медалей |        |        |         |        |       |
| Место                    | Страна | Золото | Серебро | Бронза | Всего |
| 1                        | США    | 1      | 1       | 1      | 3     |

### Медалисты
| Дисциплина | Золото                | Серебро            | Бронза                 |
| Мужчины    | Команда Нью-Йорка США | Команда Чикаго США | Команда Сент-Луиса США |

## Составы команд

### КомандаНью-Йорка
- Дэвид Бреттон
- Лео Гудвин
- Джордж ван Клиф (англ. George W. Van Cleaf; 1880[1] — 6 января 1905[1]). (en)
- Джозеф Радди
- Джеймс Стин (англ. James J. Steen; 1876[1] — 25 июня 1949[1]). (en)
- Луи Хендли
- Дэвид Хессер (англ. David A. Hesser), также участник эстафеты 4×50 ярдов вольным стилем (4-е место). (en)

### КомандаСент-Луиса
- Август Гёсслинг (англ. Augustus M. Goessling), участник соревнований по плаванию летних Олимпийских игр 1908: на 100 м на спине и на 200 м брассом он выбыл в четвертьфиналах. (en)
- Джон Мейерс (англ. John Chief Meyers; 29 июля 1880[2] — ?), также участник заплыва на 1 милю (не закончил дистанцию). (en)
- Уильям Ортвейн
- Эмеди Рейбёрн
- Манфред Теппен (англ. Manfred Kurt Toeppen) (en)
- Фред Шрайнер (англ. Fred Schreiner)
- Гвинн Эванс

### КомандаЧикаго
- Рекс Бич
- Фрэнк Кехоу
- Жером Стивер (англ. Jerome E. Steever). (en)
- Эдвин Суотек (англ. Edwin Paul Swatek), также участник заплыва на 100 ярдов на спине. (en)
- Уильям Таттл
- Дэвид Хеммонд
- Чарльз Хили (англ. Charles Louis Healy). (en)